# Renee Ehrlich Kalfus
Renee Ehrlich Kalfus (...) è una costumista statunitense.
Studia arte presso la Tyler School of Art negli Stati Uniti oltre che in Italia dove sono presenti alcune sue collezioni. Ha iniziato la sua carriera negli anni 1990 con il film Ancora una volta, poi ha continuato con 110 e lode, Dead Man Walking - Condannato a morte, Conflitti del cuore, Le regole della casa del sidro e La neve cade sui cedri.
Nel 2000 viene nominata ai British Academy Film Awards nella categoria miglior costumi per Chocolat e anche una candidatura al Costume Designers Guild nello stesso anno. È stata anche costumista nei film Ma come fa a far tutto?, Amici di letto, Baby Mama, Perfect Stranger ed altri film e serie televisive.